# Katag
Die KATAG AG (gekürzt KATAG) ist ein 1923 gegründeter Fashion-Dienstleister mit Sitz in der ostwestfälischen Stadt Bielefeld. Die KATAG bietet dem Textilfachhandel neben dem Zentraleinkauf auch Beratungsdienste und Verkaufsunterstützung. Außerdem ist das Unternehmen als Großhändler für Textilwaren tätig.
Die Produktpalette besteht unter anderem aus Artikeln der Damenoberbekleidung, der Haus- und Heimtextilien und Lederwaren. Zu den Eigenmarken zählen Basefield, Staccato,  Commander,  In Linea, (THE MERCER) N.Y., Living Dreams oder auch Clarina Collection.
Zum Konzern gehören zudem der KATAG Versicherungs Dienst und der IT-Dienstleister Hiltes International Partners, beide aus Bielefeld.

## Geschichte

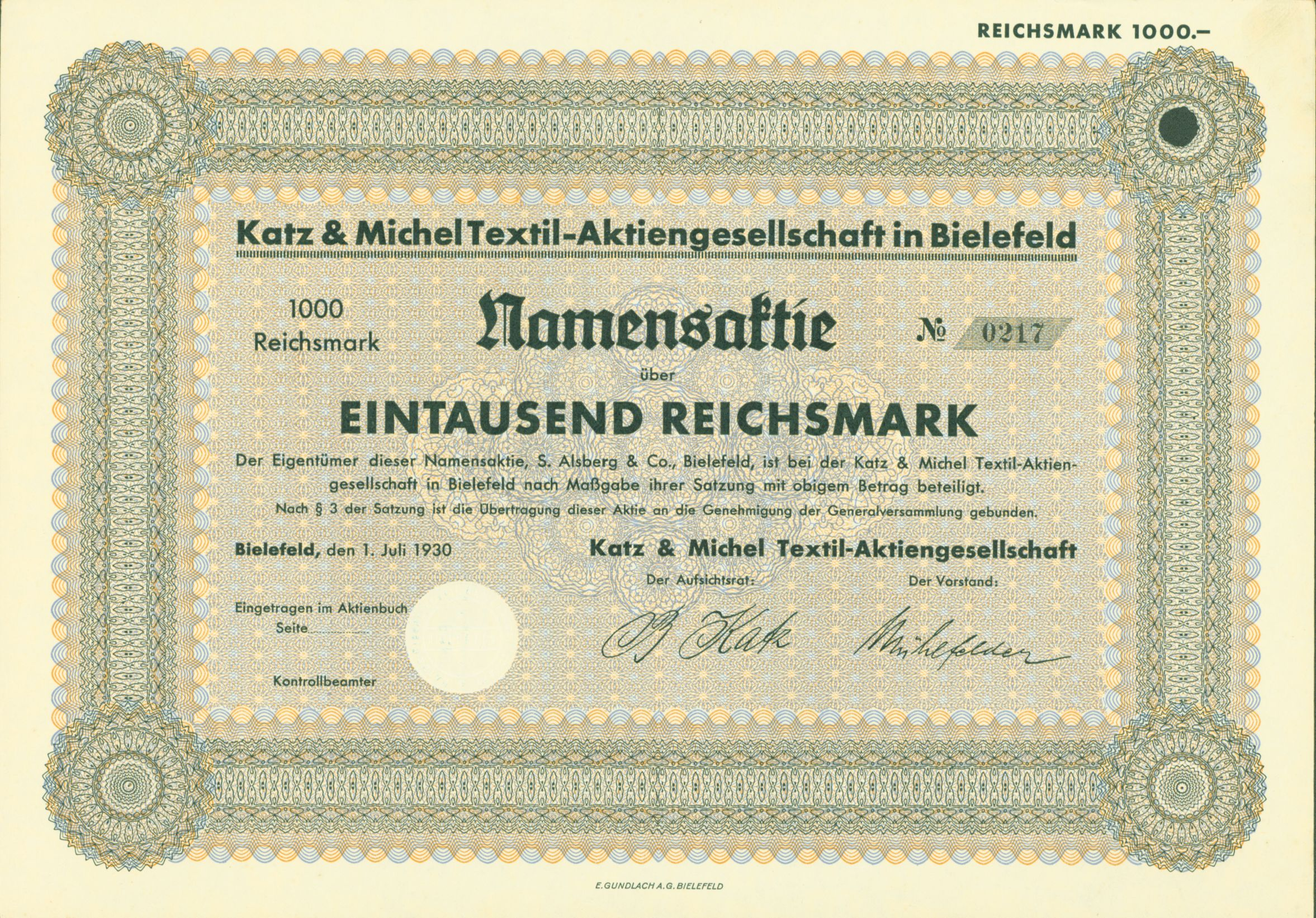
Namensaktie über 1000 RM der Katz & Michel Textil-AG vom 1. Juli 1930

Am 22. Januar 1923 gründete Benno Katz in Bielefeld die Katz Textil-Aktiengesellschaft. Einige Monate später, am 1. April 1923, entstand eine eigene Wäschefabrik. Die Erzeugnisse der Wäschefabrik wurden mit der Warenkennzeichen KATAG versehen. Im Jahre 1927 wurden Einkaufsniederlassungen in Chemnitz und Plauen eröffnet. 1928 wurde der Name des Einkaufsverbandes in Katz & Michel Textil-Aktiengesellschaft  geändert und 1929 eine Einkaufszentrale in Berlin eröffnet.
Im Jahre 1934 verstarb der Firmengründer Benno Katz. Sein Sohn Willy Katz wurde im gleichen Jahr in den Aufsichtsrat bestellt und zum Vorsitzenden ernannt, am Tag des Novemberpogroms 1938 floh er vor der drohenden Verhaftung nach Berlin, von dort emigrierte er über Umwege nach Amerika, wo er am 11. Februar 1941 in Cleveland/Ohio starb.
1937 erwarben die Familien Banning – Berckemeyer – Terberger im Zuge der Arisierung sämtliche Aktien und änderten den ursprünglichen Firmennamen „Katz und Michel Textil-AG“ in „KATAG AG“, im Jahre 1938 übernahm Wilhelm Terberger den Vorsitz des Vorstandes.
Während des Zweiten Weltkriegs wurden sämtliche Gebäude der KATAG AG zerstört. Nach dem Ende des Krieges begann der Wiederaufbau, und bereits im Jahre 1948 beschäftigte die KATAG etwa 240 Mitarbeiter und hatte mehr als 100 Vertragspartner. Aufgrund der Währungsreform in den drei westlichen Besatzungszonen erfolgte im Jahre 1949 die Schließung der KATAG-Niederlassungen in der sowjetischen Besatzungszone.
Hans-Hermann Terberger, Neffe des Vorstandsvorsitzenden Wilhelm Terberger, wurde 1958 in den Vorstand berufen. In den 1960er Jahren expandierte KATAG weiter und konnte 1970 einen Außenumsatz von rund 1 Mrd. DM erzielen. Im gleichen Jahr starb Wilhelm Terberger im Alter von 75 Jahren, und sein Neffe übernahm dessen Aufgaben.
1983 wechselte Hans-Hermann Terberger in den Aufsichtsrat, und Karl-Heinz Manhardt wurde zum Sprecher des Vorstandes berufen.
Nach dem Mauerfall begann die KATAG bereits 1990 mit der Expansion in die Neuen Bundesländer und hatte dort 1997 bereits 31 Vertragspartner und 59 Standorte. Im Jahre 1994 wechselte Karl-Heinz Manhardt in den Aufsichtsrat und Hans-Hermann Terberger legte das Amt des Aufsichtsratsvorsitzenden nieder. Als neuer Sprecher des Vorstandes wurde Marcus Cremer ernannt. Durch den Zusammenschluss mit der abz im Jahre 1999 wurde die KATAG AG zum größten Verbund in der Textil- und Bekleidungsbranche.
Daniel Terberger, Sohn des ehemaligen Vorstandssprechers Hans-Hermann Terberger, trat im Jahre 2000 die Nachfolge von Marcus Cremer als Sprecher des Vorstandes an.